# الطفل (فلم 2005)
الطفل (بالفرنسية: L'Enfant) هو فيلم دراما بلجيكي من بطولة جيريمي رينييه، ديبورا فرانسوا، فابريزيو رونجيون واوليفييه جورميه، صدر الفيلم في 14 سبتمبر 2005. حصل الفيلم على جائزة السعفة الذهبية في مهرجان كان السينمائي 2005.

## روابط خارجية
- مقالات تستعمل روابط فنية بلا صلة مع ويكي بيانات